# Liga Invernal Veracruzana 2005-2006
La Temporada 2005-2006 de la Liga Invernal Veracruzana fue la edición número 1 de la segunda etapa de este circuito. 
El equipo campeón fue Broncos de Cosamaloapan, derrotando en la Serie Final 4 juegos a 3 a los Chileros de Xalapa, bajo el mando del mánager Ramón Arano.

## Sistema de competencia
Se tuvo un calendario de 68 partidos en el rol regular, además de la eliminatoria.

## Equipos participantes
| Liga Invernal Veracruzana 2005-2006 |                         |                              |                                      |
| Zona                                | Equipo                  | Sede                         | Estadio                              |
| Centro                              | Chileros de Xalapa      | Xalapa, Veracruz             | Deportivo Colón                      |
| Centro                              | Petroleros de Poza Rica | Poza Rica, Veracruz          | Heriberto Jara Corona                |
| Centro                              | Tigres de Boca del Río  | Veracruz, Veracruz           | Deportivo Universitario "Beto Ávila" |
| Centro                              | Toros de Soledad        | Soledad de Doblado, Veracruz | Santa Catarina                       |
| Sur                                 | Broncos de Cosamaloapan | Cosamaloapan, Veracruz       | Deportivo Cosamaloapeño              |
| Sur                                 | Brujos de Los Tuxtlas   | San Andrés Tuxtla, Veracruz  | Aurelio Ballados                     |
| Sur                                 | Cayena de Isla          | Isla, Veracruz               | "Alberto Cházaro Lagos"              |
| Sur                                 | Cerveceros de Tuxtepec  | Tuxtepec, Oaxaca             | "Guillermo Hernández Castro"         |